# Viaduc de Cerusa O
Le viaduc de Cerusa O (en italien : viadotto Cerusa O) est un viaduc autoroutier italien qui porte l'autoroute A10 (cette section faisant partie de la route européenne E80) dans la municipalité de Gênes, en Ligurie.

## Histoire

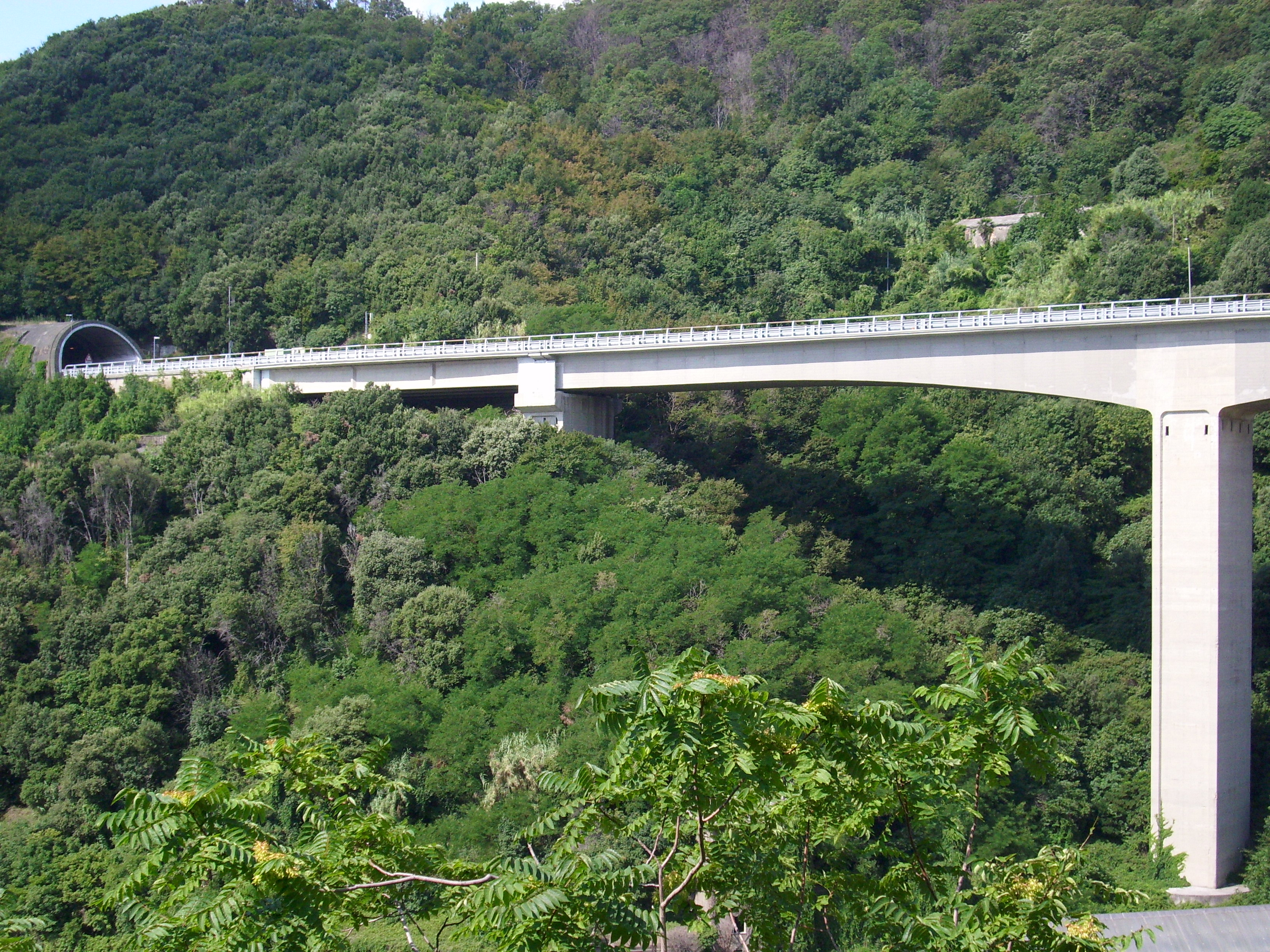
Fin du viaduc précédant le tunnel de Mervalo (320 mètres).

Achevé en 1976, le viaduc porte l'autoroute A10 en direction de l'est (vers Vintimille) sur une chaussée de trois voies monodirectionnel.
Au sud se trouve le viaduc de Cerusa qui porte l'A10 en sens inverse, en direction de Gênes.